# Montepuez
Montepuez è un centro abitato del Mozambico situato nella provincia di Cabo Delgado ed è capoluogo dell'omonimo distretto; conta 85.687 abitanti (stima 2012).